# Jón Árnason (bibliotekarie)

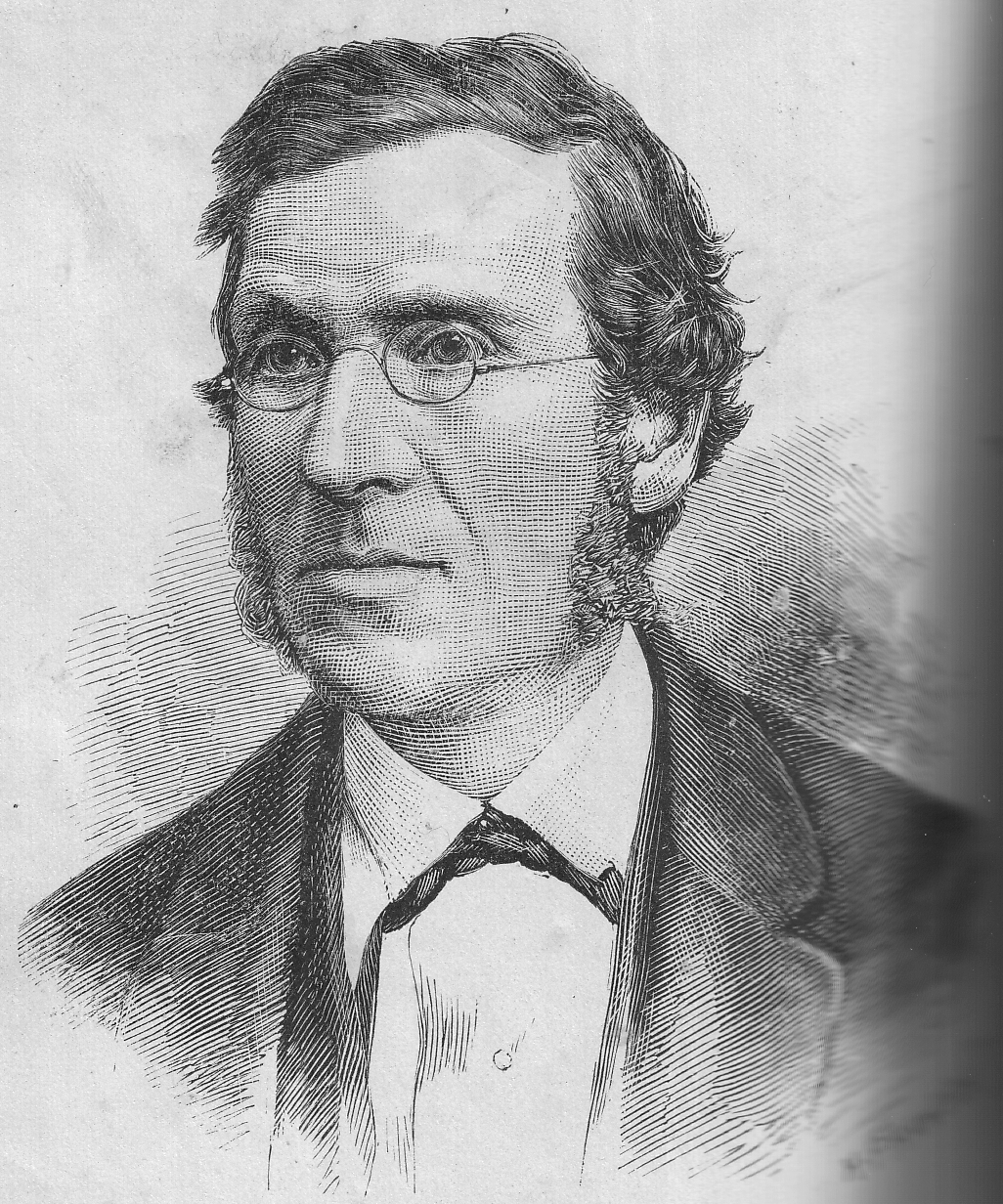
Jón Árnason.

Jón Árnason, född 17 augusti 1819, död 4 september 1888, var en isländsk folkminnessamlare och bibliotekarie vid landsbiblioteket i Reykjavik. 
Hans Íslenzkar þjóðsögur og æfintýri (1862–1864) är en rik och mångsidig samling folksagor och -sägner, i vilken han troget följer folkets egen framställning.